# فرانز برنتانو
فرانز كليمنس أونوراتوس هيرمان برنتانو (16 يناير 1838 - 17 مارس 1917) (بالألمانية: Franz Clemens Honoratus Hermann Brentano) هو فيلسوف وعالم نفس نمساوي ألماني، حاضر في الفلسفة في فرزبورج وفيينا، عارض النقد الكانتي. انصب اهتمام برنتانو الأساسي على علم النفس. وكان لآرائه تأثيراً كبيراً على هوسيرل.

## حياته
وُلد برينتانو في مارينبرغ آم راين، بالقرب من بوبارد. ابن كريستيان برينتانو، شقيق لوجو برينتانو، وابن أخ كليمينز برينتانو وبيتينا فون أرنيم. دَرَسَ الفلسفة في جامعات ميونيخ وفورتسبورغ وبرلين (بصحبة أدولف تريندلنبورج) ومونستر. أبدى اهتماماً خاصاً بأرسطو والفلسفة المدرسية (السكولاستية). كتب أطروحته في عام 1862 في توبنغن تحت عنوان «Von der mannigfachen Bedeutung des Seienden nach Aristoteles - (أوف ذا سيفيرال سينسيز أوف بيينغ أرستوتل)». وكان فرانز جايكوب كليمينس مستشاراً لأطروحته. بعد ذلك، بدأ بدراسة اللاهوت ودخل المدرسة الإكليريكية في ميونيخ ثم في فورتسبورغ. عُيّن كاهناً كاثوليكياً في 6 أغسطس من عام 1864.
في عامي 1865 و1866، كتب ودافع عن أطروحته للتأهيل «Die Psychologie des Aristoteles، insbesondere seine Lehre vom Nous Poietikos - ذا ساكيولوجي أوف أريستوتل، إن بارتيكيولار هيز دوكترين أوف ذا أكتيف إنتيليكت»، وبدأ بإعطاء المحاضرات في جامعة فورتسبورغ. كان من بين طلابه في تلك الفترة، كارل شتومبف وأنتون مارتي. بين عامي 1870 و1873، شارك برينتانو بقوة في النقاش القائم حول العصمة البابوية. كان غريماً قوياً لهذه الدوغماتية، ثم تخلًى في نهاية المطاف عن كهنوته ومنصبه في عام 1873، وغادر الكنيسة بشكل كامل في عام 1879. بَقي، مع ذلك، متديناً متشدداً مُركزاً على فكرة وجود الله في محاضراته في جامعتي فورتسبورغ وفيينا.
في عام 1874، نشر برينتانو عمله المهم «سايكولوجي فرم آن إمبيريكال ستاندبوينت». دَرّس في جامعة فيينا من عام 1874 إلى عام 1895. كان من بين طلابه إدموند هوسيرل وسيغموند فرويد وتوماس ماساريك ورودولف شتاينر وأليكسوس مينونغ وكارل شتومبف وأنطون مارتي وكازيميرز تواردوفسكي وكريستيان فون إيرنفلز، والكثيرين غيرهم. عندما بدأ حياته المهنية كأستاذ جامعي مُتفرغ، اضّطر إلى التخلي عن جنسيته النمساوية ورتبته التعليمية من أجل الزواج في عام 1880، ولكن سُمح له بالبقاء في الجامعة بصفته محاضراً فقط. بعد تقاعده في عام 1895 (بعد وقت قصير من وفاة زوجته)، انتقل إلى فلورنسا، إيطاليا، ثم إلى زيورخ مع بداية اندلاع الحرب العالمية الأولى، وتوفي فيها في عام 1917.

## نظرية الإدراك
برينتانو معروف أيضاً بفكرته Wahrnehmung ist Falschnehmung - (بيرسيبشن إز ميسيبشن)، والتي تعني بأن الإدراك عملية خاطئة. أكّد برينتانو بأن الإدراك الحسي الخارجي لا يمكن أن يخبرنا بأي شيء عن الوجود الفعلي للعالم الملموس، والذي يمكن ببساطة أن يكون مجرّد وهم. مع ذلك، يمكننا أن نكون مُتيقّنين تماماً من إدراكنا الداخلي. عندما نسمع نغمة، لا يمكن أن نكون متأكدين تماماً من وجودها في العالم الحقيقي، لكننا متأكدون تماماً من أننا أسمعها، وهذا الوعي، حقيقة أننا نسمع، يُدعى الإدراك الداخلي. الإدراك الخارجي، أي الإدراك الحسي، لا يُقدم إلا فرضيات حول العالم الملموس، وليس ما هو عليه. بالتالي، اعتقد هو والعديد من طلابه (تحديداً كارل شتومبف وإدموند هوسيرل) بأن العلوم الطبيعية يمكنها طرح فرضيات فحسب، وليس حقائق شاملة مُطلقة مثل الموجودة في المنطق الصّرف أو الرياضيات.
ومع ذلك، عند إعادة طبع كتابه بالألمانية: Psychologie vom Empirischen Standpunkte - (سايكولوجي فروم آن إيمبيريكال ستاندبوينت)، أنكرَ وجهة نظره السابقة. وحاول فعل ذلك دون إعادة صياغة البراهين السابقة في الكتاب، ولكن قيل بأنه لم ينجح كُلياً في ذلك. تنصّ وجهة نظره الجديدة على أننا عندما نسمع صوتاً ما، فإننا نسمع شيئاً من العالم الخارجي، ولا يوجد واقع ملموس للإدراك الداخلي.

## نظرية الحكم
تختلف نظرية الحكم عند برينتانو عن النظرة السائدة حالياً (نظرية فريجه). تكمن في صميم نظرية برينتانو فكرة أن الحكم يعتمد على وجود رؤية مُسبقة له، ولكن ليس من الضروري لهذه الرؤية أن يُتنبأ بها. وبشكل أوضح من ذلك: اعتقد برينتانو أن التّنبؤ ليس ضرورياً عند إطلاق الحكم، لوجود أحكام مُطلقة دون تنبؤات مُسبقة. مبدأ أساسي آخر في نظريته هذه هو أن الأحكام وجودية دوماً. تعني الوجودية المزعومة تلك بأنه عندما يحكم شخص ما على أن س هو ج فإنه يحكم على أن بعضاً من س الذي هو ج موجود. (أنكر برينتانو فكرة أن جميع الأحكام تنطبق على هذا النموذج، وجميع أنواع الأحكام الأخرى التي تجمع بين الرؤية المُسبقة لها). ناقش برينتانو فكرة وجود أحكام ناشئة عن رؤية مُسبقة واحدة لها؛ «كوكب المريخ موجود» تُمثل رؤية مُسبقة واحدة فقط. في رموز برينتانو الخاصة، يكون الحكم دائماً مُتمثلاً بالشكل: +أ (الذي يعني أن أ موجود) أو -أ (الذي يعني أن أ غير موجود).
بالجمع مع فكرة برينتانو الأساسية الثالثة، فكرة أن جميع الأحكام إما أن تكون إيجابية (بافتراض أن أ موجود) أو سلبية (بافتراض أن أ غير موجود)، يُصبح لدينا تصّور كامل لنظرية برينتانو للحكم. لذلك، تخيل أنك تشك في وجود أقزام. عند تلك النقطة، يكون لديك رؤية مُسبقة للأقزام في ذهنك. وعندما تحكم على أن الأقزام غير موجودين، فأنت تحكم على أن الرؤية المُسبقة التي في ذهنك لا تُقدم شيئاً موجوداً. لا يتعيّن عليك صياغة ذلك بالكلمات إنما عليك التنبؤ بذلك الحكم. يُطلق الحكم الكامل في حالة الرفض (أو الموافقة) على وجود الرؤية المُسبقة لديك.
المشكلة في نظرية الحكم عند برينتانو ليست بفكرة أن الأحكام جميعها أحكام وجودية (على الرغم من أن اعتبار عملية تحويل الحكم العادي إلى حكم وجودي في بعض الأحيان مغامرة كبيرة)، لكن تكمن المشكلة الحقيقية في أن برينتانو لم يُميز بين الشيء ورؤيته المُسبقة. تكون تلك الرؤية المُسبقة على هيئة شيء ما داخل ذهنك. لذلك لا يمكنك الحكم بشكل مُطلق على أن أ غير موجود، لأن لجميع الأحكام شيء يحكم عليه كرؤية مُسبقة. أدرك كازيمير تواردفسكي هذه المشكلة، وعمل على حّلها من خلال إنكاره فكرة أن الشيء مُطابق للرؤية المُسبقة. تُعتبر هذه الفكرة في الحقيقة مجرّد تغيير في نظرية الإدراك لبرينتانو، ولكنها حَظيت بنتيجة مقبولة لنظرية الحكم، أي أنه يمكنك الحصول على رؤية مُسبقة (موجودة) ولكن في نفس الوقت، يمكنك الحكم على أن الشيء غير موجود.

## الإرث
استوحى الشاب مارتن هايدغر بشكل كبير من أعمال برينتانو الأولى «أون ذا سيفيرال سينسيز أوف بيينغ إن أرستوتل». طُرحت فكرة برينتانو عن الوعي المُتعَمد (أو الظاهري) في مدرسة كارل شتومبف لعلم النفس التجريبي في برلين، ومدرسة براغ لأنتون مارتي للغات التطبيقية، ومدرسة غراز لأليسيوس مينونغ لعلم النفس التجريبي، ومدرسة لواو لكازيمير تواردوفسكي لعلم الفلسفة، وفي علم الظواهر لإدموند هوسيرل. أثر عمل برينتانو أيضاً على جورج ستوت، مُدرس جي. مور وبيرتراند راسل في جامعة كامبريدج.

## روابط خارجية
- فرانز برنتانو على موقع الموسوعة البريطانية (الإنجليزية)